# Trichostylum pilosoculatum
Trichostylum pilosoculatum är en tvåvingeart som beskrevs av Barraclough 1992. Trichostylum pilosoculatum ingår i släktet Trichostylum och familjen parasitflugor. Inga underarter finns listade i Catalogue of Life.